# Rhodostrophia haematozona
Rhodostrophia haematozona är en fjärilsart som beskrevs av George Francis Hampson 1895. Rhodostrophia haematozona ingår i släktet Rhodostrophia och familjen mätare. Inga underarter finns listade.